# Vlado Jeknić
Vlado Jeknić (* 14. August 1983 in Šavnik, damals Jugoslawien, heute Montenegro) ist ein ehemaliger montenegrinischer Fußballer, der vor der Unabhängigkeit Montenegros im Jahr 2006 Staatsbürger Jugoslawiens bzw. Serbien-Montenegros war. Er spielte in der Innenverteidigung und galt als kopfballstark.

## Karriere
Bis 2005 spielte Jeknić, der die Schule mit dem Abitur abgeschlossen hatte, für Crvena Stijena Podgorica und FK Sutjeska Nikšić im damaligen Serbien-Montenegro. Dann lieh ihn der deutsche Zweitligist Wacker Burghausen, der einen Abwehrspieler gesucht hatte, nach einigen überzeugenden Testspielen aus. Nachdem er in der folgenden Saison zu 16 Einsätzen gekommen war, verpflichteten die Burghauser Jeknić mit einem Vertrag bis 2009.
2007 stieg der SV Wacker jedoch in die drittklassige Regionalliga ab. Vlado Jeknić, der in Burghausen keine Perspektive mehr hatte, wechselte daraufhin zum Aufsteiger in die 2. Bundesliga SV Wehen Wiesbaden, bei dem er einen Zweijahresvertrag unterschrieb. Dort blieb er bis zum Abstieg des Vereins am Ende der Saison 2008/09. Er war nur selten zum Einsatz gekommen. Anschließend schloss er sich dem ungarischen Erstligisten Diósgyőri VTK an. Mit seinem neuen Klub stieg er in der Spielzeit 2009/10 erneut ab. Er war in der Folge einige Monate ohne Verein, ehe ihn der chinesische Verein Beijing Baxy verpflichtete. Er blieb in China bis Ende 2013. Nach längerer Arbeitslosigkeit und einem halben Jahr bei Sutjeska Nikšić beendete er Ende 2014 seine Laufbahn.
Jeknić stand außerdem in der montenegrinischen Nationalmannschaft, die am 24. März 2007 gegen Ungarn das erste Länderspiel nach Montenegros Unabhängigkeit bestritt.